# Bob Cochran
Robert Bruce „Bob“ Cochran (* 11. Dezember 1951 in Claremont, New Hampshire) ist ein ehemaliger US-amerikanischer Skirennläufer. Cochran ist achtfacher US-amerikanischer Meister. 

## Biografie
Cochran stammt aus einer der erfolgreichsten Skifamilien der Vereinigten Staaten. Seine Eltern hatten Anfang der 1960er Jahre auf ihren Besitzungen im nördlichen Vermont ein Skigebiet errichtet. Dort trainierten sie ihre vier Kinder Marilyn, Barbara, Bob und Lindy zu Weltklasseskiläufern.
Der US-amerikanischen Nationalmannschaft gehörte Bob Cochran von 1968 bis 1974 an. Die größten Erfolge feierte er im Skiweltcup. Zwischen 1970 und 1974 konnte er sich 21 Mal unter den besten Zehn platzieren. Bei den Olympischen Winterspielen 1972 in Sapporo erzielte er Platz acht in der Abfahrt und Rang 17 im Riesenslalom, im Slalom schied er aus. Seine stärkste Saison hatte Cochran 1972/73, als er zunächst als erster US-Amerikaner überhaupt die Kombination beim legendären Hahnenkammrennen gewann. Acht Wochen später sicherte er sich in Heavenly Valley den einzigen Weltcupsieg seiner Karriere. Im Gesamtweltcup belegte er in dieser Saison den neunten Rang.
1975 schloss sich Cochran der professionellen Skirennserie U.S. Pro Tour an. Nach zwei Jahren zog er sich vom aktiven Leistungssport zurück. Danach arbeitete er als allgemeiner Arzt mit eigener Praxis in New Hampshire.
Sein Sohn Jimmy Cochran gehörte ab 2003 ebenfalls der US-amerikanischen Skinationalmannschaft an und nahm 2006 an den Olympischen Winterspielen in Turin teil.

## Erfolge
- US-amerikanischer Meister: Slalom (1969, 1970), Riesenslalom (1971, 1974), Abfahrt (1971, 1973), Kombination (1971, 1972)